# جوزيف ويب
جوزيف ويب (بالإنجليزية: Joseph Whipp)‏ هو ممثل أمريكي، ولد في 12 يوليو 1941 بسان فرانسيسكو في الولايات المتحدة.

## أعمال

### أفلام
- (1979) الهروب من ألكتراز[1]
- (1984) كابوس شارع إيلم[2]
- (1996) صرخة

### مسلسلات
- بيفرلي هيلز 90210
- تحسين المنزل
- موردر
- ذا ميدل

## وصلات خارجية
- جوزيف ويب على موقع IMDb (الإنجليزية)
- جوزيف ويب على موقع ألو سيني (الفرنسية)
- جوزيف ويب على موقع قاعدة بيانات الأفلام السويدية (السويدية)
- جوزيف ويب على موقع قاعدة بيانات الفيلم (الإنجليزية)
- جوزيف ويب على موقع كينوبويسك (الروسية)
- جوزيف ويب على موقع كينوبويسك (الروسية)